# Rio dos Bois (kommun)
Rio dos Bois är en kommun i Brasilien.   Den ligger i delstaten Tocantins, i den centrala delen av landet, 700 km norr om huvudstaden Brasília. Antalet invånare är 2 570.
Omgivningarna runt Rio dos Bois är huvudsakligen savann. Runt Rio dos Bois är det mycket glesbefolkat, med 3 invånare per kvadratkilometer.